# エリック・エドワーズ
エリック・エドワーズ（Eric Edwards、1945年11月30日 - ）は、アメリカ合衆国出身の元ポルノ男優。1960年代から1990年代まで性行為を演じ続けた唯一の男優であり、約1000本の映画に出演した。監督作品も数十本に上り、脚本や編集も手がけている。

## 来歴
テキサス州ウェイコのベイラー大学で演劇を学んだ。
ポルノ界に入る前はウィリアム・モリス・エージェンシーが自身の権利を代行していた。ポルノ界における活動の傍ら、ジレット、コレコ、クローズアップ歯磨き粉などといったコマーシャルへの出演も行ってきた。

## 私生活
ポルノ女優のクリス・ジョーダン、アルカディア・レイク、レネ・サマーズと短期間ながら結婚していた時期がある。

## 作品の一部

### 出演
- 1974年 - 『絶頂の日々/マダム3（スリー）エックス (The Private Afternoons of Pamela Mann)』
- 1977年 - 『ウォーターパワー/アブノーマル・スペシャル (Water Power)』
- 1978年 - 『デビー・ダズ・ダラス(Debbie Does Dallas)』
- 1980年 - 『ブロージョブ/変態暴行 (American Pie)』
- 1981年 - 『ネオン・ナイツ (Neon Nights)』
- 1981年 - 『アネット・ヘブン/淫肉エアロビクス (Charli)』
- 1982年 - 『幼愛ロリータ/タブー・コア (Taboo II)』
- 1983年 - 『ローズ色の娘たち/ディープ・ナマビジョン (Sexcapades)』
- 1983年 - 『エクスタシーガールズ/ザ・快楽 (Private Teacher)』
- 1984年 - 『X Factor』
- 1984年 - 『スランバー・パーティー/ティーンエージャー淫美の乱交パーティー (Slumber Party)』
- 1984年 - 『ブルック・フィールズのセックス発電ボディ (Maid in Manhattan)』
- 1984年 - 『A感アクトレス/バック・バイブ (Great Sexpectations)』
- 1985年 - 『Dangerous Stuff』
- 1985年 - 『オリジナル・ブルー (Corporate Assets)』
- 1986年 - 『テージャ・レイの媚肉交換 (Tickled Pink)』
- 1986年 - 『Lust on the Orient Express』
- 1987年 - 『Xレート・ドール/倒錯遊戯　(Dollface)』
- 1989年 - 『ダーティ・リップス/私を何度も汚して (Talk Dirty to Me, Part 7)』
- 1989年 - 『アネット・ヘブン/白いドレスの女の奥 (Bodies in Heat 2)』
- 1990年 - 『デルタロード/汁体 (Roadgirls)』
- 1990年 - 『The Last X-rated Movie』
- 1991年 - 『ツイン・ピンクス/絶頂の7日間 (Twin Peeks)』
- 1992年 - 『ダイナマイト・サクセス・ボディ (Bedrooms and Boardrooms)』

### 監督
- 1986年 - 『ロマンシング・エロ/痙攣 (In All the Right Places)』
- 1990年 - 『エロチカ・ヘヴン (Sweet Angel Ass)』
- 1992年 - 『セレナ・スティール in エロティック・ナイト (The Visualizer)』
- 1992年 - 『ヌード・ボイス (Talk Dirty to Me 9)』
- 1992年 - 『発情牝アシュリン・ギア/美獣クライマックス (Sexual Instinct)』
- 1992年 - 『スペシャル・ボディ・トーク/金髪愛人倶楽部 (A Pussy Called Wanda 2)』
- 1992年 - 『GカップマドンナKISS/美肉のしたたり (Dripping with Desire)』
- 1993年 - 『ミッドナイト・マッドネス (Midnight Madness)』
- 1994年 - 『人間いそぎんちゃくテリー・ダイヴァー/美獣クライマックス2 (Sexual Instinct 2)』

## 受賞
- 1983年 CAFA 最優秀主演男優賞『ローズ色の娘たち/ディープ・ナマビジョン (Sexcapades)』[3]
- 1984年 XRCO 最優秀主演男優賞『A感アクトレス/バック・バイブ (Great Sexpectations)』[3]
- 1985年 AVN 最優秀主演男優賞（映画）『X Factor』[4]
- 1985年 CAFA 最優秀主演男優賞『オリジナル・ブルー (Corporate Assets)』[3]
- 1986年 AVN 最優秀主演男優賞（ビデオ）『Dangerous Stuff』[4]
- 1986年 AVN 最優秀カップルセックスシーン（ビデオ）『スランバー・パーティー/ティーンエージャー淫美の乱交パーティー (Slumber Party)』[4]
- 1986年 XRCO 最優秀助演男優賞『Lust on the Orient Express』[3]
- 1989年 XRCO 最優秀助演男優賞『アネット・ヘブン/白いドレスの女の奥 (Bodies in Heat 2)』[3]
- 1990年 AVN 最優秀カップルセックスシーン（映画）『Firestorm 3』[4]
- 1991年 AVN 最優秀主演男優賞（ビデオ）『The Last X-rated Movie』[4]
- AVN殿堂[5]
- Legends of Erotica[6]
- XRCO殿堂[7]